# Hermannia pulchella
Hermannia pulchella är en kvalsterart som beskrevs av Rainer Willmann 1952. Hermannia pulchella ingår i släktet Hermannia och familjen Hermanniidae. Inga underarter finns listade i Catalogue of Life.